# Conference on World Affairs
Die Conference on World Affairs (Konferenz über das Weltgeschehen, kurz CWA) ist eine jährlich in Boulder, Colorado (USA) stattfindende, öffentliche und für die Besucher kostenlose Konferenz über internationale Angelegenheiten und zahlreiche weitere Themengebiete. Sie fand im Jahr 1948 zum ersten Mal statt und wird jeweils von der University of Colorado (Boulder) organisiert.
Howard Higman, Professor der Soziologie dieser Universität, gründete die CWA und leitete sie bis 1995. Die Konferenz wurde im Jahr 1996 wiederbelebt. Für sechzehn Jahre übernahm James Palmer die Leitung.
Obwohl die Konferenz zunächst auf internationale Angelegenheiten beschränkt war, verwandelte sich der Anlass schon unter Higman. Der Kern des Kongresses besteht aus Podiumsdiskussionen, die gewöhnlich mit drei bis sechs Teilnehmern besetzt sind und zwischen 50 und 2000 Zuschauer fassen. Die Themen sind fast unbeschränkt, sie umfassen unter anderem Musik, Kunst, Literatur, Umweltschutz, Wirtschaft und Management, Naturwissenschaften, Journalismus, Diplomatie, Technologie, Spiritualität, Filmindustrie, Popkultur, Politik, Medizin und Menschenrechte. Die Hälfte der eingeladenen Diskussionsteilnehmer besteht jeweils aus Experten auf dem jeweiligen Gebiet, während die andere Hälfte eingeladen wird, um als Außenseiter ihre Perspektiven und Gedanken einzubringen. Für jeden Anlass wird zwei bis drei Wochen vorher bloß ein einzeiliger Titel angegeben; andere Vorgaben über das Gesprächsthema bestehen nicht.

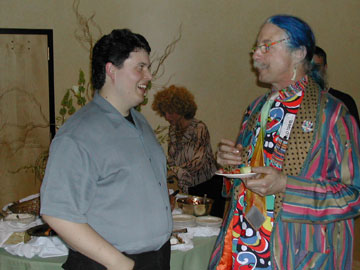
Ethan Hurd (links, Animator von "Madagascar" und "Shrek"), im Gespräch mit Patch Adams, dem bekannten US-amerikanischen Arzt und Komiker

Jedes Jahr werden über hundert Diskutanten eingeladen, die über 200 Sessionen abhalten. Die Gesamtzahl der Teilnehmer an der CWA 2010 wurde auf über 92.000 Menschen geschätzt. Über die Jahre hinweg befanden sich Namen wie Patch Adams, Betty Dodson, Buckminster Fuller, Adam Hochschild, Arianna Huffington, Andy Ihnatko, Molly Ivins, Henry Kissinger, Paul Krugman, George McGovern, Ralph Nader, Jitzchak Rabin, Eleanor Roosevelt, Studs Terkel und Ted Turner auf der Liste der Diskussionsteilnehmer.

## Cinema Interruptus
Eine der bekannteren Veranstaltungen am CWA ist das seit 1975 durchgeführte „unterbrochene Kino“, welches für viele Jahre vom bekannten und 2013 verstorbenen Filmkritiker Roger Ebert geleitet wurde. Ebert wählte jedes Jahr einen Film aus, der zu Beginn an einem Nachmittag des CWA gezeigt wurde. Auf die folgenden vier Nachmittage verteilt wurde dann, jeweils für zwei Stunden täglich, dieser Film diskutiert. Roger Ebert wie auch jeder Zuhörer konnte jederzeit den Film unterbrechen, und einen beliebigen Aspekt des Filmes diskutieren. In einem Blog-Beitrag vom August 2008 beschrieb er die Entstehung des Anlasses wie folgt:
„Für mich begann dies alles ums Jahr 1969 herum, als ich begann, eine Filmklasse im Bereich der Bildenden Künste an der Universität von Chicago zu unterrichten. Ich kannte einen Chicagoer Filmkritiker, Lehrer und Disponenten namens John West, der in einer erstaunlichen Wohnung lebte – gefüllt mit Filmrollen, Projektoren, Büchern, Postern und Standbildern. ‚Du weißt, wie Football-Trainer mit ihren 16-Millimeter-Projektoren Filme von Spielen studieren?‘, fragte er mich. ‚Du kannst dieselben Ansatz benutzen, um Filme zu studieren. Einfach den Film anhalten und darüber, was du siehst, nachdenken. Du solltest es mal mit deiner Filmklasse ausprobieren.‘

Dies tat ich. Die Ergebnisse lagen weit über meinen Vorstellungen. Ich war nicht der Lehrer, und meine Studenten waren keine Zuschauer, wir bildeten eine Gemeinschaft. Die Grundregeln: Jeder konnte ‚Stopp!‘ rufen und darüber diskutieren, was gerade im Bild zu sehen war, oder was ihm auch gerade eingefallen war. Einige Jahre später, als ich anfing, diese shot-by-shots auf der Conference on World Affairs in Boulder durchzuführen, beschrieb der Konferenzgründer, Howard Higman, diesen Prozess als ‚Demokratie im Dunkeln‘. Später gab er dem einen Namen: Cinema Interruptus. Es mag zermürbend klingen, aber tatsächlich war es aufregend und fast hypnotisch. Während mehr als dreißig Jahren arbeitete ich mich in Boulder für zwei Stunden pro Nachmittag durch einen Film, und die Sessionen mussten in ein Auditorium verlegt werden, um den annähernd Tausend Menschen zählenden Andrang zu bewältigen.“
Als sich Roger Ebert von seinen Krebs-Behandlungen erholte, übernahm Jim Emerson, Redakteur der Webseite RogerEbert.com und CWA-Teilnehmer, die Moderation des Anlasses. Ebert kehrte 2009 und 2010 zurück, trug aber hauptsächlich über eine Computerstimme Kommentare bei. 2011 kündigte Ebert an, nicht mehr ans CWA zurückzukehren, und Emerson übernahm fortan die Leitung von Cinema Interruptus.